# Виктор Ханеску
Виктор Ханеску (на румънски: Victor Hănescu) е румънски тенисист.

## Биография
Виктор Ханеску е роден на 21 юли 1981 г. в Букурещ, Румъния. Родители са му Кристина и Константин Ханеску, Виктор има по-малка сестра Ирина. Започва да играе тенис на седемгодишна възраст. 
Виктор Ханеску е женен и има син Лука Андрей, който е роден през 2013 г.

## Кариера
Виктор Ханеску е професионалист от 2000 г. Достига до номер 26 в класацията на ATP и печели една титли на сингъл. Достига номер 92 в ранглистата на двойки и печели две титли на двойки.
От 2001 г. участва в отбора на Румъния за Купа Дейвис.
През 2005 г. постига най-голям успех на турнир от Големмия шлем на сингъл, като достига четвъртфинал на Откритото първенство на Франция, губи от Роджър Федерер в три сета.
След прекратяване на активната си кариера, Ханеску открива в Букурещ собствената тенис академия.

## Кариерна статистика

### ATP финали (1 титли; 4 финала)
|        | П–З | Година | Турнир               | Клас         | Настилка | Опонент            | Резултат           |
| ------ | --- | ------ | -------------------- | ------------ | -------- | ------------------ | ------------------ |
| Загуба | 0–1 | 2007   | Румъния Оупън        | Международни | Клей     | Жил Симон          | 6–4, 3–6, 2–6      |
| Победа | 1–1 | 2008   | Суис Оупън           | Международни | Клей     | Игор Андреев       | 6–3, 6–4           |
| Загуба | 1–2 | 2009   | Щутгарт Оупън        | 250 серии    | Клей     | Жереми Шарди       | 6–1, 3–6, 4–6      |
| Загуба | 1–3 | 2010   | Гран При Хасан Втори | 250 серии    | Клей     | Станислас Вавринка | 2–6, 3–6           |
| Загуба | 1–4 | 2011   | Ница Оупън           | 250 серии    | Клей     | Николас Алмагро    | 7–6(7–5), 3–6, 3–6 |